# Commissione parlamentare per le riforme costituzionali
La commissione parlamentare per le riforme costituzionali è una commissione bicamerale, istituita più volte nella storia della Repubblica italiana, per studiare e proporre modifiche alla Costituzione. È conosciuta anche con il nome di bicamerale.
Pur avendo rappresentato un'importante sede di riflessione e di proposta sulle prospettive di miglioramento dell'ordinamento costituzionale italiano, nessuno dei tentativi di procedere per questa via alla modifica della Costituzione ebbe successo. Nel 2001, nel 2006 e nel 2016, le riforme costituzionali approvate dal Parlamento e sottoposte al Corpo elettorale per il referendum confermativo hanno perciò seguito il metodo ordinario di revisione costituzionale, previsto dall'articolo 138 della Costituzione.

## Antefatti
Alcuni progetti di riforma costituzionale avevano cominciato a circolare già nel corso degli anni '60, come il messaggio indirizzato alla Camera dal presidente Antonio Segni il 17 settembre 1963; si era anche avuta una ricca elaborazione accademica, sia nell'alveo della forma di governo parlamentare, sia con coloriture maggiormente di tipo presidenzialista, come nel progetto del "Gruppo di Milano" (guidato da Gianfranco Miglio, del 1983).
Il tema di una "grande riforma" (riferito sia alla forma di Stato che di governo) era però venuto ad emergere nell'agenda politica italiana soltanto per iniziativa del PSI di Bettino Craxi. A questa ottica, prevalentemente orientata - sin dalla fine degli anni '70 - verso il rafforzamento dell'efficienza e della stabilità dell'esecutivo, si erano ispirati - pur nell'estrema diversità delle soluzioni - i vari progetti elaborati, oltre che dai maggiori partiti, in alcune sedi istituzionali (come il "decalogo Spadolini" del 1982): il precipitato di questa elaborazione diede luogo alle proposte discusse, l'anno successivo, dalle Commissioni affari costituzionali della Camera e del Senato.

## Bicamerale Bozzi (1983-1985)
Nelle sedute del 14 aprile 1983, Camera dei deputati e Senato della Repubblica approvarono due analoghi documenti (una risoluzione alla Camera, un ordine del giorno al Senato), con i quali deliberavano di costituire una Commissione bicamerale composta di venti deputati e venti senatori nominati dai presidenti dei due rami del Parlamento in modo da rispecchiare la proporzione tra i gruppi parlamentari, con il compito di formulare proposte di riforme costituzionali e legislative, nel rispetto delle competenze istituzionali delle Camere e senza interferire sull'iter delle iniziative legislative in corso. L'anticipato scioglimento delle Camere impedì allora di dare attuazione a tali deliberazioni; ma nella IX legislatura, nelle sedute del 12 ottobre 1983, sia la Camera sia il Senato tornavano sull'argomento e approvavano mozioni di analogo contenuto con le quali veniva rinnovata la precedente deliberazione.
Le due Commissioni così costituite dovevano quindi formare una Commissione bicamerale avente il compito di "formulare proposte di riforme costituzionali e legislative, nel rispetto delle competenze istituzionali delle due Camere, senza interferire nella loro attività legislativa su oggetti maturi ed urgenti, quali la riforma delle autonomie locali, l'ordinamento della Presidenza del Consiglio, la nuova procedura dei procedimenti d'accusa". La Commissione avrebbe dovuto rassegnare le sue conclusioni ai Presidenti delle due Camere entro un anno dalla sua prima seduta. Nelle sedute del 28 e del 29 novembre 1984, rispettivamente, la Camera dei deputati e il Senato della Repubblica prorogavano il termine per la presentazione della relazione conclusiva della Commissione, che scadeva il 30 novembre, di ulteriori 60 giorni.
La Commissione bicamerale per le riforme istituzionali, a presiedere la quale i Presidenti delle Camere nominavano il deputato Aldo Bozzi, teneva la sua prima seduta in data 30 novembre 1983. Dopo una discussione preliminare di carattere generale, la Commissione esaminava successivamente i temi concernenti il Parlamento, il Governo, le fonti normative, il Presidente della Repubblica, i partiti, il sistema elettorale; tutti questi argomenti sono stati poi approfonditi dall'Ufficio di Presidenza allargato ai rappresentanti dei gruppi, costituito in gruppo di lavoro per esaminare le proposte che il Presidente avrebbe poi sottoposto alla Commissione plenaria per le scelte definitive. Complessivamente, la relazione prevedeva la revisione di 44 articoli della Costituzione.
La relazione conclusiva della Commissione fu approvata dai componenti della Commissione facenti parte dei gruppi DC, PSI, PRI, PLI, con l'astensione i rappresentanti dei gruppi comunista e socialdemocratico; espressero voto contrario i gruppi MSI-DN, Sinistra indipendente, Democrazia Proletaria e Union Valdôtaine. Furono inoltre presentate 6 relazioni di minoranza dai membri della Commissione appartenenti agli altri gruppi politici: si tratta delle relazioni aventi come primi firmatari rispettivamente gli on. Vincenzo Russo, Mino Milani, Augusto Antonio Barbera, Stefano Rodotà, Franco Franchi e Roland Riz. Il concreto avvio dell'esame parlamentare dei progetti riguardanti i temi e le proposte oggetto dei lavori dei Comitati e della Commissione bicamerale era però sostanzialmente rimesso all'iniziativa dei gruppi politici che non raggiunsero un sufficiente accordo in merito.
Il progetto di riforma approvato dalla Commissione prevede una riduzione del numero dei parlamentari, anche se il numero esatto non viene formalizzato. Per quanto riguarda la Camera dei deputati, la modifica principale, relativa all'articolo 56, prevede che la ripartizione dei seggi tra le circoscrizioni si effettui dividendo il numero degli abitanti della Repubblica, in base all'ultimo censimento, per il numero dei seggi da assegnare, anziché per il numero fisso di 630, come attualmente previsto.
Si prevede, nel nuovo testo dell'articolo 57, che possano diventare senatori di diritto e a vita anche gli ex Presidenti delle Camere per almeno una legislatura e gli ex Presidenti della Corte costituzionale per almeno un mandato presidenziale. Inoltre, si limita il numero complessivo dei senatori a vita a otto: viene così abrogato l'attuale articolo 59.
Infine, il nuovo testo dell'articolo 69 prevede che la legge determini i limiti delle spese che i candidati possono affrontare per l'elezione e stabilisca norme adeguate a prevenire e reprimere le violazioni.
Per quanto riguarda la funzione legislativa, essa è esercitata da entrambe le Camere congiuntamente per le leggi costituzionali ed elettorali, sull'organizzazione ed il funzionamento delle istituzioni costituzionali, di bilancio o tributarie, che prevedono sanzioni penali restrittive della libertà personale, che tutelino le minoranze linguistiche, di attuazione degli articoli 7 e 8 della Costituzione, che determinano i principi fondamentali delle leggi cornice, statuti regionali, conversione di decreti legge ed autorizzazione alla ratifica dei trattati internazionali. Per altre leggi, la funzione legislativa è esercitata dalla sola Camera, salvo la possibilità per il Governo o per un terzo dei senatori di richiedere entro 15 giorni dall'approvazione che il progetto sia esaminato anche dal Senato, che entro i 30 giorni successivi deve rinviare il progetto alla Camera con le proposte di modificazione. La Camera deve pronunziarsi entro i successivi 30 giorni. In questo caso, il riesame influisce anche sulla promulgazione in quanto il nuovo articolo 73 dispone che, per le leggi di cui può essere richiesto il riesame, essa avvenga non prima del quindicesimo giorno successivo all'approvazione da parte della Camera; mentre, per le leggi di cui è stato chiesto il riesame, la promulgazione avviene dopo la scadenza del termine posto per l'esame o immediatamente dopo che la Camera si sia pronunciata in via definitiva in caso di modificazioni apportate dal Senato.
Il testo approvato dalla Commissione prevede la revisione degli articoli 92, 93, 94 e 96 della Costituzione, pur mantenendo la forma di governo parlamentare ed il necessario rapporto fiduciario con il Parlamento. Il nuovo testo dell'articolo 93 prevede che il Presidente della Repubblica designi il Presidente del Consiglio, il quale, entro 10 giorni, espone alle Camere riunite il programma del Governo e la composizione del Consiglio di Gabinetto. La fiducia è espressa, mediante mozione motivata e votata per appello nominale, al Presidente del Consiglio, che conseguentemente assume le sue funzioni prestando giuramento. I Ministri sono nominati dal Presidente della Repubblica, su proposta del Presidente del Consiglio: con la stessa procedura possono essere revocati. Per quanto riguarda la costituzione e la risoluzione del rapporto fiduciario, il nuovo testo dell'articolo 94 prevede che le due Camere accordino o revochino la fiducia in seduta comune.

## Bicamerale De Mita-Iotti (1993-1994)
Dopo che nella X Legislatura la questione era stata influenzata dalle feroci contrapposizioni determinate dal messaggio alle Camere del 26 giugno 1991 di Francesco Cossiga sulla revisione della Costituzione repubblicana mediante una nuova Assemblea costituente, nell'XI Legislatura venne istituita la Commissione bicamerale De Mita - Iotti: tra i suoi scopi vi era quello di cercare di risanare la frattura tra Paese reale e Paese legale, lamentato in politica agli inizi degli anni '90; pur in presenza del fallimento dei precedenti tentativi di riforma costituzionale, si optò nuovamente per la formula della commissione bicamerale, che pure aveva destato alcuni dubbi in dottrina sulla sua reale efficacia. Dopo le dimissioni del suo primo presidente, Ciriaco De Mita, ne assunse la presidenza Nilde Iotti.
Alla fine dei lavori, venne approvato in commissione una proposta di riforma della forma di governo con evidenti assonanze al sistema tedesco: era previsto infatti l'elezione da parte del Parlamento in seduta comune del Primo ministro con maggioranza assoluta, sulla base di candidature sottoscritte da almeno un terzo dei componenti l'Assemblea. Se entro un mese non venisse eletto, il candidato sarebbe stato designato dal Presidente della Repubblica, in caso contrario, le camere sarebbero state sciolte e si sarebbe ritornati alle urne. Il Presidente della Repubblica nomina con proprio decreto il Primo ministro eletto che, prima di assumere le funzioni, presta giuramento nelle sue mani. Al Primo ministro spetta invece di nominare e revocare i ministri e i viceministri. È prevista la incompatibilità tra le funzioni di ministro e viceministro e il mandato parlamentare.
Per quanto riguarda il rapporto fiduciario, il Parlamento avrebbe potuto sfiduciare il Governo solo con una mozione di sfiducia costruttiva, approvata con maggioranza assoluta e apportando il nome del successivo candidato. L'approvazione della mozione comporta la nomina da parte del Presidente della Repubblica del nuovo Primo ministro, con conseguente revoca di quello in carica e decadenza degli altri ministri. In caso di dimissioni, di morte o di impedimento permanente del Primo ministro, il Parlamento elegge il successore con le procedure sopra descritte. Per evitare un uso strumentale delle dimissioni da parte del Primo ministro, è prevista la non immediata rieleggibilità del Primo ministro dimissionario. Il nuovo testo dell'art. 92 Cost. prevede che del Governo facciano parte, oltre al Primo ministro ed ai Ministri, anche i viceministri, che il testo in esame propone di sostituire alla figura dei sottosegretari. Viene posto un limite massimo al numero dei ministri che non può essere superiore a diciotto. Rispetto al contenuto dell'arti. 95 Cost. in vigore, il testo approvato dalla Commissione conferma che il Primo ministro dirige la politica generale del Governo e ne è responsabile. Egli inoltre promuove e coordina l'attività dei ministri: Primo ministro e ministri sono responsabili collegialmente degli atti del Consiglio dei ministri, mentre i singoli ministri conservano la responsabilità per gli atti dei rispettivi dicasteri. È inoltre demandato alla legge il compito di provvedere all'ordinamento del Governo e alla determinazione dell'attribuzione e dell'organizzazione dei ministeri. In connessione con l'ampia revisione del riparto tra le competenze statali e regionali disposta dal testo in esame, è prevista la possibilità di istituire i ministeri solo nelle materie riservate alla competenza dello Stato.
Tale riforma, presentata l'11 gennaio 1994 alle Presidenze delle due Camere, venne accantonata con lo scioglimento anticipato della legislatura avvenuto cinque giorni dopo.
Le proposte di revisione ripresero ad essere esaminate nella XII legislatura, ma in sede interna alla Presidenza del Consiglio dei ministri, dando luogo il 14 luglio 1994 al Comitato di studio sulle riforme istituzionali, elettorali e costituzionali (cosiddetto Comitato Speroni, dal nome del senatore ministro per le riforme istituzionali). Il testo approvato dal Comitato fu quindi trasmesso il 21 dicembre 1994 al Presidente del Consiglio che tuttavia il giorno dopo si dimetteva.

## Bicamerale D'Alema (1997-1998)
La Commissione parlamentare per le riforme costituzionali, chiamata informalmente "Bicamerale", fu costituita nel 1997, durante la XIII Legislatura, per lo studio e la presentazione di una riforma della Costituzione: il 24 gennaio 1997 venne promulgata la legge costituzionale "Istituzione di una Commissione parlamentare per le riforme costituzionali". Si decise la formazione di una bicamerale composta da 35 deputati e 35 senatori. Il 5 febbraio 1997 Massimo D'Alema, allora segretario del PDS, venne eletto Presidente con 52 voti su 70 con l'appoggio di Forza Italia e dei centristi del Polo. Vennero eletti 3 vicepresidenti: Leopoldo Elia (PPI), Giuliano Urbani (FI) e Giuseppe Tatarella (AN). A seguito di ciò, la Lega Nord abbandonò la commissione per rientrarvi a sorpresa il 4 giugno e votare con il Polo il semipresidenzialismo.
Un evento importante, anche se avvenuto fuori dal contesto istituzionale, fu il "patto della crostata" il 18 giugno 1997 a casa di Gianni Letta, in cui PDS, FI, AN e PPI raggiunsero l'intesa per una repubblica semipresidenziale e una legge elettorale a doppio turno di coalizione. Un profilo affrontato nel testo era anche il Titolo IV della Seconda parte della Costituzione, attinente alla giustizia.
Il 30 giugno la Bicamerale vota il testo di riforma completo, comprensivo di una parte sulla forma di Stato e di governo; ad esso vengono preannunciati in assemblea alla Camera 42 000 emendamenti. Dopo molti colpi di scena, con la formazione e il disfacimento di assi inediti fra partiti di destra e sinistra, il 1º febbraio 1998 Berlusconi sorprende tutti ribaltando, con la richiesta di cancellierato e proporzionale, la posizione adottata fino a quel momento. A questa richiesta Berlusconi fa seguire un ultimatum il 27 maggio 1998, con l'effetto pratico di rovesciare il tavolo delle trattative. La nota ufficiale della morte della Bicamerale viene diramata dal presidente della Camera Luciano Violante il 9 giugno, quando annuncia all'aula che Massimo D'Alema gli ha comunicato che in mattinata l'ufficio di presidenza della "commissione ha preso atto del venire meno delle condizioni politiche per la prosecuzione della discussione". Fabio Mussi dei DS denunciò allora:
(La Repubblica 10/06/1998)
Quest'ultimo rispose:
(La Repubblica 10/06/1998)
Il giudice Gherardo Colombo definì la Bicamerale in un'intervista al Corriere della Sera del 22 febbraio 1998 come "figlia del ricatto" attirando numerosissime critiche dal centrodestra e dal centrosinistra. Per converso, il giudice Carlo Nordio ha sostenuto su Il Messaggero che il roccioso presidente D'Alema rinunciò alla sua riforma bicamerale su pressione dell'associazione magistrati. In un'intervista a Il Borghese dell'aprile 1997 Licio Gelli affermò che le riforme proposte dalla Bicamerale erano fortemente simili al Piano di Rinascita Democratica della P2.

## Il superamento del metodo della Commissione bicamerale
I tentativi di una revisione organica della Costituzione - che si erano orientati inizialmente in direzione della descritta modalità istruttoria, conferita ad una Commissione bicamerale, più volte ricostituita nelle legislature IX, XI e XIII - non approdarono mai ad un esame delle Assemblee delle due Camere, pur restando la base per una serie di interessanti proposte, spesso riaffiorate nei successivi tentativi.
Dopo le esperienze del 1993 e del 1997 la classe politica italiana prese quindi coscienza del fatto che la via delle Commissioni bicamerali non si era dimostrata la migliore da percorrere per apportare importanti modifiche al testo costituzionale. Riaffiorarono anzi le critiche della dottrina, che avevano lamentato - nel metodo istruttorio conferito ad una commissione bicamerale - una via per aggirare le garanzie previste dal Costituente per rivedere la Costituzione: queste critiche trovarono ulteriore sostegno sul piano fattuale, in ragione del fatto che i lavori delle due ultime Commissioni avevano portato a un nulla di fatto.
Dopo queste due negative esperienze, vi fu quindi una riscoperta dell'intero art. 138 della Costituzione: ciò è dimostrato direttamente dai frutti del lavoro parlamentare, visto che fra il 1999 e il 2005 sono state approvate ben dieci leggi di rango costituzionale (compresa quella che è stata oggetto di referendum alla fine del giugno 2006).
Fra questi atti normativi soltanto le leggi costituzionali approvate nel 1999 hanno avuto il consenso di almeno i due terzi dei membri di ciascuna Camera, mentre tutte le altre sono state approvate con la sola maggioranza assoluta. Quest'ultima considerazione mette in luce il venir meno di quell'accordo politico, esistente in Parlamento e relativo alle riforme costituzionali, in virtù del quale le modifiche della Costituzione potevano sì essere fatte, ma soltanto con un ampio consenso fra le forze politiche.
Il prevalere di riforme approvate "a colpi di maggioranza" rispetto al periodo precedente - in cui vi era comunque un equilibrio tra leggi "consensuali" e "maggioritarie" - segna invece un cambiamento nel panorama della politica italiana. La cultura politica oggi predominante - in tema di riforme istituzionali italiane - appare fondata su un'equivalenza fra principio democratico e principio maggioritario, in quanto vi è la tendenza a modificare la Costituzione (e comunque la forma di governo, come avviene quando si modifica la legge elettorale) secondo gli orientamenti politici che sono propri della maggioranza di turno: lo dimostra il dato statistico-giuridico riguardante il periodo 2000-2015, durante il quale ben sette (su nove) sono state le leggi di revisione della Costituzione approvate con i soli voti della maggioranza parlamentare, senza cercare larghe intese all'interno delle forze politiche.
Per ciò che concerne le modifiche apportate alla Carta costituzionale, si è sempre trattato di modifiche di grande importanza, anche ove avessero carattere puntuale, che hanno interessato entrambe le parti della Costituzione.
Con riferimento alla prima parte della Costituzione, le modifiche hanno riguardato gli artt. 48 e 51 Cost. e sono state così introdotte regole concernenti il voto degli italiani all'estero e le pari opportunità fra i due sessi. Temi, questi ultimi, molto discussi negli ultimi decenni: basti pensare che già nel "famoso" messaggio del 26 giugno 1991 indirizzato dal Presidente della Repubblica Cossiga alle Camere si auspicava una celere risoluzione del problema relativo al diritto di voto degli italiani residenti all'estero.
Le modifiche apportate (o solo tentate) alla Parte II della Costituzione hanno invece interessato moltissimi articoli: si va dall'art. 111 Cost. al cui interno sono stati inseriti (e così costituzionalizzati) i principi del giusto processo fino alle disposizioni riguardanti l'autonomia regionale.
La dottrina osserva come si tratti di leggi di revisione con le quali le forze politiche hanno, per la prima volta, cercato di rispondere a principi affermati dalla Corte costituzionale tramite la propria giurisprudenza. Merita rilievo anche la tendenza alla prolissità propria delle norme costituzionali recentemente introdotte; ciò induce a far pensare che il legislatore costituzionale italiano con questa inclinazione verso norme di dettaglio abbia risentito di recenti influenze provenienti dagli ordinamenti costituzionali stranieri.

### L'utilizzo unilaterale dell'art. 138 Cost.
All'interno di questo lungo periodo di riforme un occhio di attenzione lo meritano indubbiamente le leggi costituzionali 22 novembre 1999, n. 1 e 18 ottobre 2001, n. 3 le quali hanno integralmente modificato il Titolo V, Parte II, della Costituzione e proprio in virtù di queste due leggi, approvate con la maggioranza qualificata (la prima) e quella assoluta (la seconda), in dottrina si è evidenziato, differentemente da quanto le forze politiche avevano sostenuto fino alla seconda metà degli anni novanta, che l'art. 138 della Costituzione, soprattutto il procedimento in esso descritto, è idoneo ad apportare grandi riforme al testo costituzionale a condizione che vi sia una coerente e precisa volontà delle forze politiche.
È proprio durante l'iter d'approvazione della legge costituzionale 3/2001 che si presentano le condizioni previste dalla Costituzione per la richiesta e la successiva indizione della consultazione popolare all'interno del procedimento di revisione costituzionale.
Benché attuato con la legge 25 maggio 1970 n. 352 questo tipo di referendum non si era ancora mai svolto in quanto costituisce una fase meramente eventuale (attivabile solo su richiesta di parte) del procedimento previsto nell'art. 138 Cost. ma anche perché fino ad allora la grandissima parte delle revisioni costituzionali erano state approvate con la maggioranza qualificata in sede di seconda deliberazione parlamentare.
La legge costituzionale sopra citata nacque da un originario progetto formulato dall'allora Governo di Centro-Sinistra con l'unanime consenso da parte dell'opposizione; questa iniziativa sembrava raccogliere quanto di buono fatto dalla "Commissione D'Alema" ma quasi al termine dell'elaborazione del disegno di legge le forze politiche di minoranza, che inizialmente lo avevano avallato, ritirarono la loro adesione e il progetto di legge fu approvato con il modestissimo scarto di quattro voti di maggioranza e (per giunta) durante gli ultimi giorni della tredicesima legislatura, momento in cui i pensieri e gli sforzi delle forze politiche erano diretti verso le nuove consultazioni elettorali.

### Il primo referendum costituzionale
Conseguenza di quest'approvazione fu la richiesta bi-partisan di un referendum sulla legge appena approvata. Venne così evidenziato per la prima volta che la nostra Costituzione non prevedeva meccanismi perché questo tipo di consultazione fosse solo un'occasione d'opposizione per le minoranze.
Si evidenzia ciò perché il referendum da un lato fu richiesto dall'opposizione al fine di evitare la revisione costituzionale ma dall'altro fu richiesto anche dalla stessa maggioranza affinché il corpo elettorale confermasse il testo uscito dai lavori del Parlamento. Dopo molte incertezze sulla data di svolgimento, il referendum costituzionale si tenne il 7 ottobre 2001 e vide prevalere i sì con il 64,2%, a fronte di un'affluenza alle urne di solo il 34,1%.
Da un punto di vista strettamente storico questa consultazione rappresenta la prima occasione, dal 1948 in poi, in cui un rilevante testo costituzionale è stato approvato mediante consultazione popolare.
Questa consultazione è stata importante non solo perché ha rappresentato il primo utilizzo di un istituto di democrazia diretta, concepito dal Costituente come estrema garanzia costituzionale, ma anche perché si dimostrò così che la sola maggioranza parlamentare è in grado di fare revisioni costituzionali. Ciò è stato reso possibile anche perché fino all'anno 2006 le ultime tornate elettorali si erano svolte sulla base di un sistema fondato sul principio maggioritario mentre il meccanismo contenuto nell'art. 138 Cost. era stato concepito dal Costituente in funzione di un sistema elettorale basato sul proporzionale.

### La bozza di Lorenzago
Il referendum dell'ottobre 2001 si svolse quando era già cominciata la quattordicesima legislatura ed era in carica il secondo Governo Berlusconi: ciò significa che quelle forze politiche che avevano approvato, in Parlamento, la legge costituzionale oggetto di consultazione, al momento del voto occupavano, in Parlamento, i banchi dell'opposizione. Ciò nonostante il corpo elettorale avallò l'atto normativo ed entrò così in vigore la più importante riforma della Carta costituzionale mai approvata.
Il Governo Berlusconi e la maggioranza parlamentare che lo sosteneva annunciarono di voler nuovamente modificare la stessa parte della Carta costituzionale; ciò avvenne anche perché all'interno della coalizione di Governo vi erano delle forze politiche strenue sostenitrici di una riforma costituzionale in senso federale che facevano di queste ideologie il cardine della loro esistenza politica: l'intesa, tra le forze della maggioranza di centro-destra, fu raggiunta nella baita di montagna del ministro Tremonti, a Lorenzago, e fu poi travasata in un disegno di legge costituzionale.
Questi propositi sfociarono nell'approvazione, a maggioranza assoluta, di una legge costituzionale che andava a rivedere non soltanto il Titolo V ma l'intera seconda parte della Costituzione.
Il testo approvato dal Parlamento modificava: la forma di governo, la struttura del parlamento, la forma dello Stato, i rapporti fra lo Stato e le venti Regioni italiane e inoltre rivedeva in maniera importante i poteri e le funzioni degli organi di garanzia. Il testo fu molto criticato da chi ha sostenuto che esso non chiudeva la transizione costituzionale, non poneva le basi per un moderno Stato federale né offriva regole certe per una democrazia dell'alternanza. Al contrario, l'opposizione riteneva che l'entrata in vigore di questa riforma avrebbe avuto la conseguenza di minacciare l'unità del paese, i basilari diritti costituzionali (istruzione, sanità e sicurezza) e inoltre avrebbe indebolito le garanzie costituzionali al cospetto di un più forte ruolo di maggioranza e governo.

#### Il tentativo di modifica dell'art. 138 Cost.
Con questa riforma si proponeva la modifica anche dell'art. 138 Cost il cui nuovo testo avrebbe visto scomparire l'attuale terzo comma mentre il secondo subiva un'importante modifica (il primo rimaneva invariato).
Una prima critica mossa dalla dottrina costituzionalistica è stata quella secondo la quale con questa riforma non si accoglievano nessuna delle esigenze palesate, in materia di garanzie costituzionali, da parte delle forze politiche di opposizione e della dottrina giuridica al fine di adattare la Costituzione al sistema elettorale maggioritario allora in vigore.
Da parte di questi ultimi soggetti veniva richiesto il rafforzamento delle garanzie democratiche alla base della revisione costituzionale, più specificamente si auspicava: un innalzamento del quorum con cui le Camere erano chiamate a deliberare in seconda lettura, un eventuale scioglimento del Parlamento fra la prima e la seconda deliberazione (o tra la fase dell'iniziativa e quella della revisione) per dare al popolo la possibilità di pronunciarsi sulla revisione e infine si auspicava la modifica della disposizione sul referendum costituzionale in modo che questa consentisse agli elettori di esprimersi su gruppi omogenei di modifiche garantendo così l'effettività del principio di libertà del voto ex art. 48, comma 2 della Costituzione.
Analizzando le modifiche che il nuovo progetto ha tentato di introdurre con riferimento al referendum costituzionale è possibile constatare come queste fossero due: la prima avrebbe riguardato il testo del secondo comma che sarebbe stato modificato con un testo in cui la validità della consultazione era subordinata al raggiungimento di un quorum di partecipazione analogo a quello dell'art. 75 Cost. anche se con effetti opposti rispetto a quello previsto per il referendum abrogativo..
Per ciò che concerne la seconda modifica che il progetto di legge avrebbe apportato alla Costituzione, questa è rappresentata dall'abrogazione dell'art. 138, comma 3 Cost., con cui si apriva la possibilità che una legge di revisione costituzionale potesse essere sottoposta al voto popolare anche nel caso in cui durante la fase parlamentare fosse stata approvata con il consenso di almeno i due terzi dei membri di ciascuna Camera; in questo caso la consultazione non sarebbe gravata da alcun onere di partecipazione. La ratio di questa abrogazione sembra quella di riconoscere anche alle più esigue minoranze politiche e sociali il potere di chiedere un referendum per verificare il gradimento delle modifiche costituzionali da parte dei votanti e ciò avrebbe comportato che ampi accordi fra le forze politiche non sarebbero più stati in grado di assicurare un'immediata entrata in vigore della riforma approvata dal Parlamento.

### Il secondo referendum costituzionale
Il progetto di revisione costituzionale formulato dall'allora Governo Berlusconi è stato poi oggetto di referendum (questa volta chiesto solo dai partiti rimasti soccombenti in aula) svoltosi il 25 e 26 giugno 2006. Era questa la seconda occasione in cui si svolgeva, nell'ordinamento italiano, una consultazione di questo tipo; in quest'occasione si recarono alle urne molti più elettori rispetto alla consultazione del 2001 e infatti si raggiunse la percentuale del 52,30% degli aventi diritto e la legge oggetto di voto popolare fu respinta dagli elettori. Essi per il 61,32% risposero in maniera negativa al quesito che così era formulato:
Approvate il testo della legge costituzionale concernente "Modifiche alla Parte II della Costituzione" approvato dal Parlamento e pubblicato nella Gazzetta Ufficiale n. 269 del 18 novembre 2005?.

### La commissione per la revisione dell'ordinamento della Repubblica
L'iniziativa che riprese il disegno di revisione costituzionale - dopo che nella XV legislatura ci si era limitati all'adozione in Commissione referente di un testo base detto "bozza Violante" - nella XVI legislatura partì in Senato ed approdò in Assemblea con la relazione del senatore Francesco Rutelli sull'Atto nn. 2173, 2563, 3135, 3229, 3244, 3287, 3288, 3348, 3384 e 3413-A. La Commissione che si sarebbe voluta istituire avrebbe avuto una funzione redigente per elaborare ed approvare un progetto da sottoporre alla Camera dei deputati e al Senato per il solo voto finale, che sarebbe avvenuta a maggioranza assoluta dei componenti di ciascuna Camera, con lo stesso quorum previsto per la seconda deliberazione dall'articolo 138 della Costituzione.
Grazie alla separazione tra l'attività di aggiornamento della Costituzione e l'ordinaria attività legislativa, la Commissione avrebbe dovuto svolgere liberamente l'impegno costituente rispetto agli elementi di condizionamento contingente e politico e giungere all'elaborazione di un progetto condiviso. Si conservava, inoltre, lo strumento del referendum confermativo, valorizzando così la partecipazione popolare, che sarebbe risultato ulteriormente rafforzata dalla previsione, avanzata nella 1ª Commissione, di un referendum preventivo sulla forma di governo da adottare fra il premierato, il semipresidenzialismo e, come da proposta dei relatori, il governo parlamentare attualmente vigente.
Fra i nodi ancora irrisolti, vi era quello della incompatibilità dei membri costituenti, da cui sarebbe derivata la determinazione della retribuzione degli stessi. Tra gli indirizzi che venivano proposti come vincolanti per la Commissione vi era quello di adottare la riduzione del numero dei parlamentari (come in precedenza decisa dal Senato della Repubblica e arenatasi alla Camera).
Illustrata il 15 novembre 2012, la proposta passò anche una serie di votazioni di articoli, ma non si giunse mai alla sua approvazione finale ed il 29 novembre dello stesso anno i relatori si dimisero.

### La commissione Quagliariello ed il mancato Comitato parlamentare per le riforme costituzionali del 2013
Nel 2013, subito dopo la relazione conclusiva dei dieci saggi nominati dal presidente Giorgio Napolitano, il Parlamento e il governo avviarono l'iter per un'ampia riforma della Costituzione.
Il governo Letta, insediatosi il 28 aprile 2013, inserì nel suo programma di governo la creazione di una sede cui partecipassero tutti i gruppi parlamentari e dove si sarebbe dovuta riformare la Seconda parte della Costituzione.
Di conseguenza, il ministro Gaetano Quagliariello procedette all'istituzione di un apposito gruppo di lavoro, composto da costituzionalisti incaricati di vagliare le proposte di riforma; esso avrebbe dovuto disporre anche la consultazione delle autonomie territoriali a fini di coinvolgimento nel processo di riforma. Contemporaneamente fu presentato un disegno di legge costituzionale per l'istituzione di un Comitato parlamentare con poteri referenti.
Il disegno di legge costituzionale predisposto dal governo Letta fu approvato in prima lettura dal Senato della Repubblica nella seduta di giovedì 11 luglio 2013, con 203 voti favorevoli, 54 contrari e 4 astenuti, e dalla Camera dei Deputati nella seduta del 10 settembre 2013, con 397 voti favorevoli, 132 contrari e 5 astenuti.

### La revisione costituzionale nel disegno di legge del governo Renzi
Per l'approvazione definitiva, il testo del governo Letta avrebbe dovuto essere riapprovato dalle due Camere in seconda lettura, ai sensi dell'art. 138 della Costituzione; poiché però a inizio 2014 al governo Letta subentrò il governo Renzi, si adottò la strada di un disegno di legge costituzionale di iniziativa governativa di diretta revisione della Costituzione, mediante il meccanismo ordinario previsto dall'articolo 138 della Costituzione.
Presentato al Senato l'8 aprile 2014 sotto forma di disegno di legge a firma Renzi e Boschi recante “Disposizioni per il superamento del bicameralismo paritario, la riduzione del numero dei parlamentari, il contenimento dei costi di funzionamento delle istituzioni, la soppressione del CNEL e la revisione del Titolo V della parte II della Costituzione” (A.S. 1429), il testo fu approvato, in prima lettura, con modificazioni, l'8 agosto 2014. La Camera dei deputati ne avviò l'esame dalla seduta del 16 dicembre 2014, in Assemblea, e fu approvato, con modificazioni, nella seduta del 10 marzo 2015.
Il disegno di legge costituzionale (A.S. 1429-B) tornò quindi in seconda lettura all'esame del Senato, che lo approvò, con modificazioni, il 13 ottobre 2015. Successivamente, il disegno di legge (A.C 2613-B) fu sottoposto in seconda lettura all'esame della Camera dei deputati, in considerazione delle modifiche introdotte dal Senato. L'assemblea della Camera avviò il nuovo esame a partire dal 20 novembre 2015, concludendolo con la votazione finale l'11 gennaio 2016.
A questo punto il provvedimento fu trasmesso al Senato (AS 1429-D), che lo approvò in seconda deliberazione il 20 gennaio 2016 con la maggioranza assoluta dei suoi componenti. Il disegno di legge, trasmesso alla Camera il 21 gennaio, fu definitivamente approvato il 12 aprile 2016 con 367 voti a favore e 7 contrari.
Non essendo stata raggiunta la maggioranza qualificata di due terzi dei componenti, richiesta dall'articolo 138, il provvedimento non fu direttamente promulgato per dare la possibilità di richiedere un referendum confermativo entro i successivi tre mesi, facoltà già esercitata nello stesso mese di aprile 2016. Il referendum si tenne il 4 dicembre 2016 e la riforma costituzionale fu respinta, con il 59,12% di "no".
Oltre alla nuova configurazione del procedimento legislativo secondo il principio del bicameralismo non paritario, il testo - nella sintesi del professore Stefano Ceccanti - prevedeva "un innalzamento delle firme per le proposte di legge di iniziativa popolare (da 50 mila a 150 mila)", introduceva "il controllo preventivo di costituzionalità per le sole leggi elettorali di Camera e Senato su richiesta di un quarto dei deputati o un terzo dei senatori, che si potrà esercitare anche sulle leggi vigenti al momento dell'entrata in vigore della riforma", prevedeva "un differimento dei termini in caso di rinvio presidenziale di una legge di conversione di decreti", prevedeva che "nel caso in cui su una proposta di referendum abrogativo ottenga più di 800 mila firme di sottoscrittori, il quorum di validità scenda dalla maggioranza assoluta degli aventi diritto al voto alla maggioranza di coloro che hanno effettivamente votato alle precedenti elezioni politiche", poneva "alcune limitazioni alla decretazione d'urgenza", "stabilisce nella maggioranza assoluta dei deputati il quorum per la dichiarazione di guerra", cambiava "la procedura per l'elezione del Presidente della Repubblica" e "sopprime l'elenco delle materie a potestà legislativa concorrente".